# 梅莉莎 (多西)
梅莉莎（Melissa ）是多索·多西的一幅油画（176x174厘米），绘于1522-1524年，藏于罗马的博尔盖塞美术馆。

## 历史
这幅作品来自费拉拉，约在1607年左右，由本蒂沃格里奥侯爵交给希皮奥内·博尔盖塞。

## 描述
画作描绘了一位女巫，穿着色彩华丽的衣服，戴着金色的头巾，眼看远方。一手拿着一块板，上有一些神秘的符号。画面左边有一只狗和一件闪亮的盔甲。树上挂着一些被监禁的灵魂。